# Ondine (film, 1976)
Pour les articles homonymes, voir Ondine (homonymie) et La Petite Sirène (homonymie).
Pour plus de détails, voir Fiche technique et Distribution.
Ondine, parfois connu sous le titre La Petite Sirène (titre original : Русалочка, Rusalochka), est un film soviétique réalisé par Vladimir Sergueïevitch Bytchkov (ru), sorti en 1976.

## Synopsis
L'histoire de la petite sirène

## Fiche technique
- Titre français : Ondine ou La Petite Sirène[1],[2]
- Titre original : Русалочка, Rusalochka
- Réalisation : Vladimir Bytchkov
- Scénario : Viktor Vitkovitch et Grigori Iagdfeld d'après La Petite Sirène de Hans Christian Andersen
- Musique : Evgueni Krylatov
- Photographie : Emil Vaguenchtchtaïn
- Montage : G. Sadovnikova
- Production : Roman Konbrandt et Ivan Kordo (responsables de production)
- Société de production : Boyana Film et Kinostudiya imeni M. Gorkogo
- Pays :  Union soviétique et  Bulgarie
- Genre : Fantastique, film musical et romance
- Durée : 81 minutes
- Dates de sortie : 
  -  Bulgarie : 17 décembre 1976
  -  Union soviétique : janvier 1977 (Moscou)

## Distribution
- Viktoria Novikova : la sirène
- Valentin Nikouline : Hans Christian Andersen
- Galina Artiomova : la princesse
- Iouri Senkevitch : le prince Antoine
- Galina Voltchek : la sorcière
- Stefan Iliev : le chevalier
- Mikhaïl Pougovkine : Gubastyy
- Svetlana Moïseïenko : Jacqueline
- Margarita Tchoudinova : Leonela
- Stefan Peïtchev : le pêcheur

## Accueil
Le film a reçu la note de 2/5 sur AllMovie.